# Mkilua fragrans
Mkilua es un género monotípico de plantas fanerógamas con una especie perteneciente a la familia de las anonáceas. Su única especie: Mkilua fragrans es nativa del sudeste de África oriental.

## Hábitat
Esta especie tiene un rango bastante limitado con una extensión de presencia en menos de 20 000 km², la población está cada vez más severamente fragmentada, y continúa la disminución de la extensión y calidad del hábitat debido a los múltiples impactos de las personas en las áreas de las zonas costeras.

## Descripción
Son arbustos o pequeños árboles que alcanzan un tamaño de 2,7-4,5(-10) m de altura, a menudo ramificados desde cerca de la base. Se encuentra en los bosques perennifolios y semi-caducifolios cercanos a la costa a una altitud de  0-400 metros en Kenia y Tanzania.

## Taxonomía
Mkilua fragrans fue descrita por Bernard Verdcourt y publicado en Kew Bulletin 24: 451. 1970.